# Johan Falk

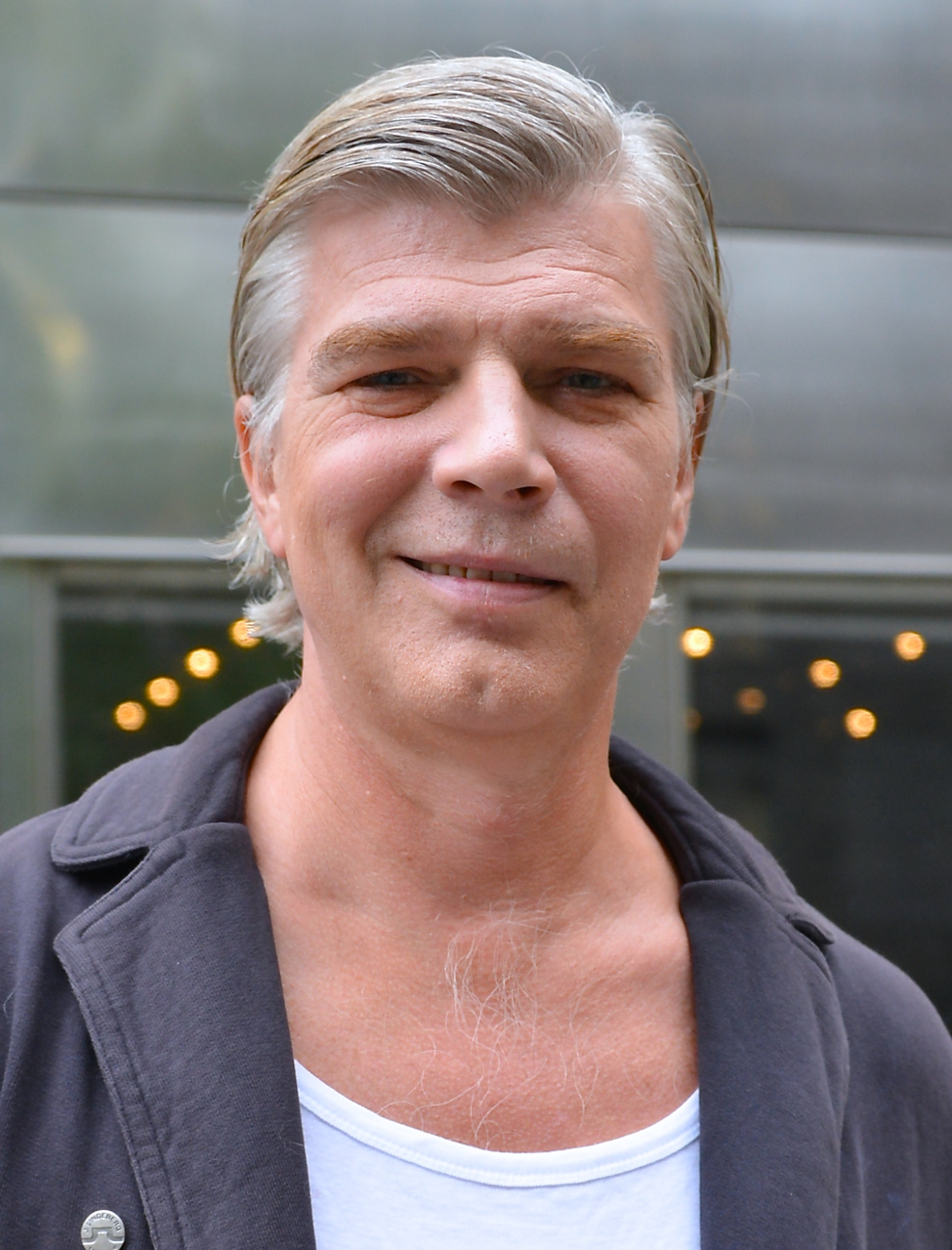
Jakob Eklund podczas Sztokholmskiego Festiwalu Kultury 2013.

Johan Falk – seria szwedzkich filmów kryminalnych o fikcyjnym policjancie Johanie Falku (Jakob Eklund). Od 1999 roku do 2009 roku powstało dziewięć filmów, z czego trzy pierwsze były pokazywane w kinie a kolejne, na płytach DVD. Filmy wydane na DVD tworzą zarazem miniserial, emitowany m.in. w Szwecji (TV4), Niemczech (ZDFneo) oraz w Polsce na kanale Tele 5.

## Opis fabuły
Johan Falk (Jakob Eklund), rozpoczyna pracę w specjalnej jednostce policji o nazwie GSI w Göteborgu, która zajmuje się zwalczaniem przestępczości zorganizowanej, po tym jak spędził pięć lat w Europolu. Jego niekonwencjonalne metody, polegające na.in.na współpracy z informatorami, działającymi w gangach, przynoszą efekty, ale Johan naraża nie tylko swoje życie, ale i bezpieczeństwo swojej rodziny. 
Życie policjantów splata się z życiem ich informatorów, nic nie jest czarne ani białe, wschodnioeuropejskie mafie opanowują podziemny świat Goeteborgu, wkraczając brutalnie w życie członków GSI.

## Główna obsada
- Jakob Eklund jako Johan Falk
- Joel Kinnaman jako Frank Wagner
- Mikael Tornving jako Patrik Agrell
- Meliz Karlge jako Sophie Nordh
- Marie Richardson jako Helén
- Henrik Norlén jako Lasse Karlsson

## Lista filmów / Spis odcinków
| Nr.                                                                        | Premiera światowa | Premiera polska | Polski tytuł               | Szwedzki tytuł                 |
| -------------------------------------------------------------------------- | ----------------- | --------------- | -------------------------- | ------------------------------ |
| 1                                                                          | 29.10.1999        | ––––––          | ––––––                     | Noll tolerans                  |
| 2                                                                          | 17.09.2001        | ––––––          | ––––––                     | Livvakterna                    |
| 3                                                                          | 15.10.2003        | ––––––          | ––––––                     | Den tredje vågen               |
| Miniserial                                                                 |                   |                 |                            |                                |
| 1 (4)                                                                      | 26.06.2009        | 06.03.2011      | Grupa do zadań specjalnych | Gruppen för särskilda insatser |
| 2 (5)                                                                      | 03.07.2009        | 13.03.2011      | Braterstwo broni           | Vapenbröder                    |
| 3 (6)                                                                      | 10.07.2009        | 20.03.2011      | Poszukiwany                | National Target                |
| 4 (7)                                                                      | 17.07.2009        | 27.03.2011      | Leo Gaut                   | Leo Gaut                       |
| 5 (8)                                                                      | 24.07.2009        | 03.04.2011      | Operacja Słowik            | Operation Näktergal            |
| 6 (9)                                                                      | 31.07.2009        | 10.04.2011      | Poza prawem                | De fredlösa                    |
| Legenda: –––––– oznacza brak emisji w Polsce lub brak danych na jej temat. |                   |                 |                            |                                |